# 大和フィルム
大和フィルム有限会社（だいわフィルム-、Daiwa Film Co., Ltd., 1956年 創立 / 1959年10月 設立 - 1961年 吸収合併）は、かつて存在した日本の映画会社である。

## 略歴・概要
1956年（昭和31年）には活動を開始し、少なくとも同年8月20日には映配との共同配給で、エディ・コンスタンティーヌ主演の「レミー・コーション」シリーズの1作『そこを動くな』（1955年）を公開している。
1959年（昭和34年）10月、有限会社として設立、徳江清太郎が代表に、営業部長兼宣伝部長に中島保雄がそれぞれ就任している。ニッポンシネマコーポレーション（NCC）、パールハウス、東急文化会館と共同配給を多く行った。
1961年（昭和36年）いっぱいで大蔵貢の富士映画に吸収合併されて消滅、翌1962年（昭和37年）1月、同社は大蔵映画として改めて設立された。大和フィルムの社長であった徳江は、大蔵映画の専務取締役に就任した。

## おもなフィルモグラフィ
キネマ旬報映画データベースに見られる配給作品の一覧であり、日本での配給作品のみである。日本公開順。
- 『そこを動くな』 Les femmes s'en balancent : 監督ベルナール・ボルドリー、主演エディ・コンスタンティーヌ、1955年 フランス製作、1956年8月20日公開 - 共同配給映配
- 『特攻魚雷作戦』 Siluri Umani : 監督A・レオンヴィオラ、主演ラフ・ヴァローネ、1955年 イタリア製作、1956年9月29日公開 - 共同配給NCC
- 『暗殺計画7・20』 Der 20. Juli : 監督ファルク・ハルナック、主演ヴォルフガング・プライス、1956年 ドイツ製作、1957年4月26日公開 - 共同配給映配
- 『赤い灯をつけるな』 Le rouge est mis : 監督ジル・グランジェ、主演ジャン・ギャバン、1957年 フランス製作、1957年7月26日公開 - 共同配給映配
- 『親分』（ボス） Escapade : 監督ラルフ・アビブ、主演ルイ・ジュールダン、1957年 フランス製作、1957年10月15日公開 - 共同配給映配
- 『豹の爪』 Beyond Mombasa : 監督ジョージ・マーシャル、主演コーネル・ワイルド、1957年 イギリス製作、1957年11月19日公開 - 共同配給NCC
- 『女は一回勝負する』 Une manche et la belle : 監督アンリ・ヴェルヌイユ、主演ミレーヌ・ドモンジョ、1957年 フランス製作、1958年5月3日公開 - 共同配給映配
- 『黒い瞳』 Petersburger Nächte : 監督パウル・マーティン、主演エヴァルト・バルザー、1958年 西ドイツ製作、1959年1月23日公開 - 共同配給映配
- 『正午に銃殺の鐘が鳴る』 Quand sonnera midi : 監督エドモン・T・グレヴィル、主演ダニー・ロバン、1957年 フランス製作、1959年2月3日公開 - 共同配給映配
- 『チャップリンのニューヨークの王様』 A King in New York : 監督・主演チャールズ・チャップリン、1957年 イギリス製作、1959年2月28日公開 - 共同配給東急
- 『わたしのお医者さま』 Doctor at Sea : 監督ラルフ・トーマス、主演ダーク・ボガード、1955年 イギリス製作、1959年8月28日公開 - 共同配給東急
- 『大襲撃』 Mohawk : 監督カート・ニューマン、主演スコット・ブラディ、1956年 アメリカ合衆国製作、1959年10月3日公開
- 『ビキニの裸女』 Manina la fille sans voiles : 監督ウィリー・ロジエ、主演ブリジット・バルドー、1952年 フランス製作、1959年12月13日公開
- 『一九六〇年冬季オリンピック大会 人類の希望と栄冠』 Menschen Hoffnungen Medaillen : 監督ヘリバード・マイゼル、ドキュメンタリー映画、1960年 西ドイツ製作、公開 - 共同配給パールハウス
- 『悪銭』 Le Fric : 監督モーリス・クロシュ、主演ジャン＝クロード・パスカル、1959年 フランス製作、1960年3月12日公開
- 『殴り込み大平原』 Frontier Scout : 監督レスリー・セランダー、主演トニー・マーティン、1956年 アメリカ合衆国製作、1960年7月12日公開
- 『殺したいほど好き!!』 Les Lionceaux : 監督ジャック・ブールドン、主演ジャン・ソレル、1959年 フランス製作、1960年9月27日公開
- 『アメリカの弾痕』 Ma Barker's Killer Brood : 監督ビル・カーン、主演ルリーン・タトル、1959年 アメリカ合衆国製作、1960年10月6日公開
- 『空挺肉弾部隊』 Paratroop Command : 監督ウィリアム・ウィットニー、主演リチャード・バカリアン、1959年 アメリカ合衆国製作、1961年2月11日公開
- 『地獄の最前線』 Tuntematon sotilas : 監督エドフィン・ライネ、主演コスティ・クレーメレ、1955年 フィンランド製作、1961年5月30日公開
- 『情欲の魔境』 Nor the Moon by Night : 監督ケン・アナキン、主演ベリンダ・リー、1957年 イギリス製作、1961年10月7日公開
- 『隠し砦の鬼隊長』 Kapetan Lesi : 監督ジヴォラド・ミトロヴィッチ、主演アレクサンドル・カヴリッチ、1959年 ユーゴスラビア製作、1961年12月7日公開
- 『ファイブ・ガン あらくれ5人拳銃』 Five Guns West : 監督ロジャー・コーマン、主演ジョン・ランド、1954年 アメリカ合衆国製作、1961年12月16日公開

## 註
1. ↑  そこを動くな、キネマ旬報映画データベース、2010年7月30日閲覧。
2. ↑  『日本映画発達史 IV 史上最高の映画時代』、田中純一郎、中公文庫、1976年3月10日 ISBN 4122003156, p.349.
3. 1 2  キネマ旬報映画データベース Archived 2012年1月30日, at the Wayback Machine.、2010年7月30日閲覧。
4. ↑  『日本映画発達史 IV 史上最高の映画時代』、p.451.